# Сильваніт

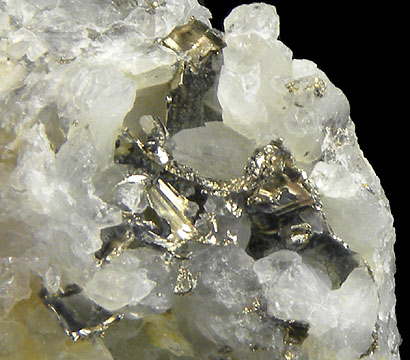
Сильваніт і кварц

Сильваніт (рос. сильванит; англ. sylvanite; нім. Sylvanit m, Schrifttellur n, Schrifterz n, Schriftglanz m, Schriftgold n) — мінерал, телурид срібла та золота, група кренериту. Синоніми — блиск графічний (блиск письмовий), руда графічна, руда золота біла.

## Етимологія та історія
Сильваніт вперше був знайдений у 1798 році в Бая-де-Арієш, великому родовищі золота, срібла і телуру в Румунії. Початковий аналіз Мартіна Генріха Клапрота показав, що співвідношення золота до срібла та телуру становить 30:10:60. Авраам Ґотлоб Вернер назвав його «Schrifterz» (руда графічна), тому що розташування кристалів частково нагадує рисунки.
Назву сильваніт дав мінералу у 1835 році швейцарський геолог Луї Альберт Неккер, який назвав його на честь назви Трансільванії в Румунії, де він був вперше знайдений, і Sylvanium, однієї з назв, елемента телуру, який цей мінерал містить.

## Загальний опис
Хімічна формула: AuAgTe4. Містить(%): Au — 24,19; Ag — 13,22; Te — 62,59. Сингонія моноклінна. Призматичний вид. Утворює призматичні або таблитчасті кристали зі структурою схожою на письмо. Часто зустрічається у вигляді скелетних форм та зростків. Спайність довершена. Густина 8,0-8,3. Твердість 1,5. Блиск металічний, сильний. Колір і риска сталево-сірі, сріблясто-білі або жовтуваті. Крихкий. Злом нерівний. Непрозорий. Дуже анізотропний. Легко плавиться у полум'ї паяльної лампи. Перша знахідка — в Трансильванії (Півн. Румунія). 
Асоціація: золото, калаверит, кренерит, алтаїт, гессит, петцит, акантит, пірит, галеніт, сфалерит, халькопірит, кварц, халцедон, флюорит.

## Поширеність
Зустрічається в кварцових жилах разом з сульфідами та інш. телуридами, піритом. Мінерал присутній у незначних кількостях у багатьох родовищах Au–Ag, але лише рідко багаті екземпляри або мають економічне значення. Руда золота та срібла. 
Розповсюдження: Бая-де-Арієш та Секеримб (Румунія), шт. Каліфорнія, Колорадо, Орегон, Монтана США, Ватукаула (острови Фіджі), Канада, провінція Онтаріо, Південний Урал, Росія, шт. Сонора, Мексика, Калгурлі, Західна Австралія, Кокімбо, Чилі, Західний Негрос, Філіппіни, На золотих родовищах Аракара, Гаяна.

## Цікаві факти
Сильваніт — це також зайва назва телуру.